# Ignacas Stasys Uždavinys
Ignacas Stasys Uždavinys (* 30. Juni 1935 in Kaunas; † 2. August 2023) war ein litauischer Mathematiker und konservativer Politiker.

## Leben
Nach dem Abitur 1953 an der 1. Mittelschule Panevėžys absolvierte Uždavinys  1958 das Diplomstudium der Mathematik an der Vilniaus universitetas in der litauischen Hauptstadt Vilnius. Danach bildete er sich weiter in Minsk in Weißrussland und an der Universität Moskau inr Russland. Von 1962 bis 1990 arbeitete er als Laborant, Assistent, Leiter des Rechenzentrums und Hochschullehrer an der Universität Vilnius. Von 1992 bis 2000 war er Mitglied des Seimas. 1996 wurde er zur zweiten Amtszeit gewählt.
Er war Mitglied der christlichen Partei Lietuvos krikščionys demokratai und Ratsmitglied von Sąjūdis.

## Familie
Ignacas Stasys Uždavinys war verheiratet und Vater von zwei Töchtern Rasa und Sigita.